# Red Bull RB2
La Red Bull RB2 è la seconda monoposto di Formula 1 prodotta dalla Red Bull Racing, realizzata per partecipare al campionato mondiale di Formula 1 2006.

## Livrea
La livrea della Red Bull RB2 essenzialmente è identica rispetto a quella della sua antenata, la RB1. Le uniche differenze sono il ribaltamento dello schema cromatico delle tre fasce laterali e la rimozione del motivo a bandiera a scacchi dal cofano motore e dall'esterno delle paratie laterali dell'ala posteriore. In quest'ultima posizione il motivo è stato sostituito da una prosecuzione delle tre suddette fasce.
Per il Gran Premio di Monaco le due RB2 gareggiano con una livrea speciale volta a promuovere l'uscita del film Superman Returns. Essa varia rispetto a quella usuale per la comparsa di un mantello rosso, ispirato a quello di Superman, che parte dall'abitacolo e avvolge la parte superiore delle pance e l'alettone posteriore, dove, sull'esterno delle paratie, compare il simbolo di Superman. Tutti gli elementi decorativi della livrea originale sono eliminati, fuorché una linea grigia ai lati della cellula di sopravvivenza. Sul muso compare inoltre un'immagine con il torace dell'Uomo d'acciaio.

## Caratteristiche

### Motore
La Red Bull RB2 monta un V8 Ferrari, a differenza della RB1 che montava un motore prodotto dalla Cosworth. Il V8 Ferrari aveva una cilindrata di 2398 cc, con una disposizione a V di 90°. La centralina e il comparto elettronico sono forniti da Magneti Marelli.

### Carrozzeria
Nel 2006 Red Bull adotta una carrozzeria di forma a V, ispirandosi alla Renault R25. La forma a V però portava ad un innalzamento del muso, con una conseguente difficoltà nel montaggio dei bracci delle sospensioni inferiori, al quale verranno adottate differenti soluzioni. Lo scopo era quello di generare un maggiore grip meccanico, a discapito di un piccolo deficit aerodinamico nella zona del sottoscocca.

### Ruote
Anche qui Red Bull decide di cambiare, con l'arrivo dei cerchioni AVUS e una rivoluzione nel sistema frenante. Le pinze AP vengono sostituite dalle Brembo, mentre i dischi e pastiglie Brembo/CI vengono cambiati da un sistema interamente costruito dalla Hitco.

## Carriera agonistica

### Stagione
Vengono confermati i piloti della stagione precedente, David Coulthard e Christian Klien, il quale verrà sostituito per gli ultimi tre Gran Premi da Robert Doornbos. La vettura non è molto competitiva e il miglior risultato è il terzo posto di Coulthard a Monaco, che ottiene il primo podio per il team. La stagione si conclude al 7º posto.

## Piloti
| Piloti ufficiali       | Piloti ufficiali    | Piloti ufficiali |
| Nazione                | Nome                | Numero           |
| ---------------------- | ------------------- | ---------------- |
| Regno Unito (bandiera) | David Coulthard     | 14               |
| Austria (bandiera)     | Christian Klien     | 15               |
| Paesi Bassi (bandiera) | Robert Doornbos     | 15               |
| Piloti di riserva      |                     |                  |
| Nazione                | Nome                | Numero           |
| Paesi Bassi (bandiera) | Robert Doornbos     | 37               |
| Germania (bandiera)    | Michael Ammermüller | 37               |

## Risultati in Formula 1
| Anno | Team            | Motore             | Gomme | Piloti    |    |     |     |     |     |    |     |    |    |     |    |    |     |     |    |    |     |     | Punti | Pos. |
| ---- | --------------- | ------------------ | ----- | --------- | -- | --- | --- | --- | --- | -- | --- | -- | -- | --- | -- | -- | --- | --- | -- | -- | --- | --- | ----- | ---- |
| 2006 | Red Bull Racing | Ferrari 056 2.4 V8 | M     | Coulthard | 10 | Rit | 8   | Rit | Rit | 14 | 3   | 12 | 8  | 7   | 9  | 11 | 5   | 15* | 12 | 9  | Rit | Rit | 16    | 7º   |
| 2006 | Red Bull Racing | Ferrari 056 2.4 V8 | M     | Klien     | 8  | Rit | Rit | Rit | Rit | 13 | Rit | 14 | 11 | Rit | 12 | 8  | Rit | 11  | 11 |    |     |     | 16    | 7º   |
| 2006 | Red Bull Racing | Ferrari 056 2.4 V8 | M     | Doornbos  |    |     |     |     |     |    |     |    |    |     |    |    |     |     |    | 12 | 13  | 12  | 16    | 7º   |

| Legenda | 1º posto     | 2º posto | 3º posto    | A punti         | Senza punti/Non class.  | Grassetto – Pole position Corsivo – Giro più veloce |
| Legenda | Squalificato | Ritirato | Non partito | Non qualificato | Solo prove/Terzo pilota | Grassetto – Pole position Corsivo – Giro più veloce |

* – Indica il pilota ritirato ma ugualmente classificato avendo coperto, come previsto dal regolamento, almeno il 90% della distanza di gara.